# Allobates caldwellae
Allobates caldwellae Lima, Ferrão & Silva, 2020 è un anfibio anuro appartenente alla famiglia degli Aromobatidi.

## Distribuzione e habitat
È endemica del Brasile, dello stato dell'Amazonas.

## Tassonomia
Grazie al confronto molecolare, del verso e del girino è stato possibile differenziare la specie da Allobates tinae, con il quale era precedentemente confusa, così come con altre specie più simili.